# Pannotia

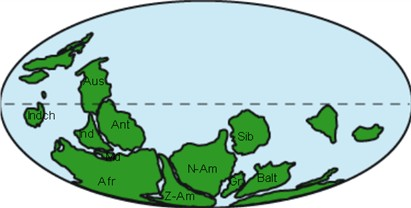
Pannotia estaba centrado en el polo sur de la Tierra.

Pannotia (del griego: πᾶν 'todo' y νότος 'sur') fue un supercontinente que probablemente se formó desde hace unos 650 millones de años, coincidiendo con la orogenia panafricana a finales del eón proterozoico, y se fragmentó alrededor de hace unos 500 millones de años, a principios del eón Fanerozoico. Pannotia fue descrito por primera vez por Ian W. D. Dalziel en 1997. También se conoce como Supercontinente Vendiano y Gran Gondwana. Este último término fue propuesto por Stern en 1994 y reconoce que el supercontinente Gondwana, que se formó a finales del Precámbrico, fue una vez mucho más grande.

## Formación

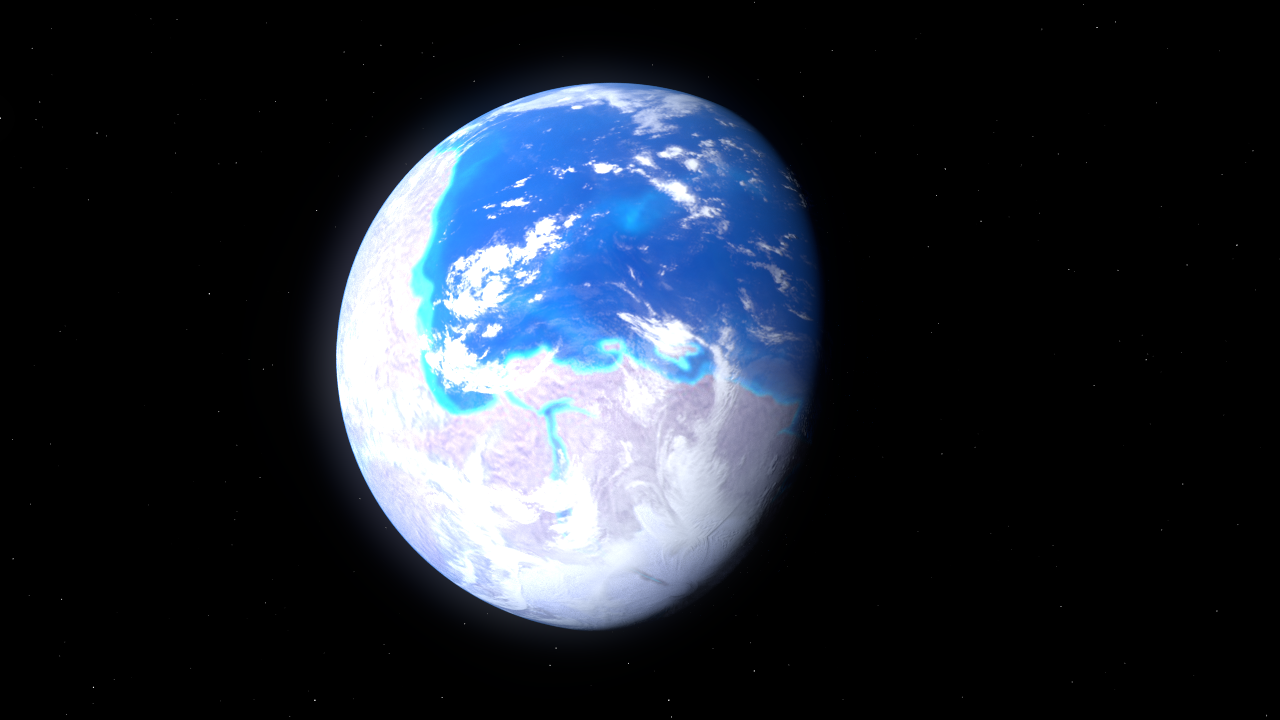
Recreación artística del supercontinente Pannotia, congelado por una extensa glaciación global.

El anterior supercontinente, Rodinia, se fragmentó hace unos 750 millones de años en tres continentes: Proto-Laurasia (que a su vez se fragmentó, aunque finalmente se reensambló como Laurasia), el cratón continental del Congo y Proto-Gondwana (toda Gondwana excepto el cratón del Congo y Atlántica). Proto-Laurasia giró hacia el polo sur, mientras que Proto-Gondwana hizo lo propio y el cratón del Congo se situó entre ambos, hace alrededor de 650 millones de años, formando Pannotia. Con tanta masa de tierra en torno al polo sur, es probable que fuese una de las épocas de la historia geológica con más glaciares, ya que la formación de Pannotia coincidió con la denominada "Tierra bola de nieve", concretamente a finales de la glaciación Sturtiana y a principios de la glaciación Marinoana del Criogénico, además de coincidir también con las pequeñas glaciaciones Gaskiers y Baykonuria del Ediacárico. Debido a esto, Pannotia suele describirse como un supercontiente congelado.
Pannotia tenía forma de "V" orientada hacia al noreste. Dentro de la "V" se encontraba el océano Panthalassa, que en el futuro se convertiría en el océano Pacífico. Había una dorsal oceánica en el medio del océano Panthalassa. Fuera de la "V", rodeando a Pannotia, se localizaba un gran océano antiguo, el denominado océano Panafricano.
Las reconstrucciones de Rodinia varían, pero la mayoría incluye cinco elementos:
- Laurentia o el Escudo Canadiense se encuentra en el centro;
- la costa oeste de Laurentia se enfrenta a la Antártida y Australia (o Gondwana oriental);
- la costa este de Laurentia se enfrenta al Cratón Amazónico;
- la costa norte se enfrenta a Báltica;
- y Siberia se encuentra junto a Báltica.

La posición menos segura de los bloques continentales incluye:
- el cratón de África Occidental era simplemente una extensión del cratón del Amazonas;
- El este de Gondwana probablemente estaba dividido por océanos;
- los terranos Cataisios (Indochina, el Norte de China y el Sur de China) estaban ubicados adyacentes al Este de Gondwana cerca del polo norte;
- el cratón del Congo estaba ubicado en la costa sur de Laurentia, probablemente separado de Rodinia por los océanos Mozambique y Adamastor.

Pannotia 545 Ma, vista centrada en el Polo Sur; girado 180° en relación con la reconstrucción de Rodinia anterior, después de Dalziel 1997-
La formación de Pannotia comenzó durante la orogenia panafricana cuando el cratón del Congo quedó atrapado entre las mitades norte y sur del supercontinente anterior Rodinia unos 750 Ma. El pico en este evento de construcción de montañas fue alrededor de 640-610 Ma, pero estas colisiones continentales pueden haber continuado en el Cámbrico temprano alrededor de 530 Ma. La formación de Pannotia fue el resultado de que Rodinia se volviera del revés.
Cuando se formó Pannotia, África estaba ubicada en el centro rodeada por el resto de Gondwana: Sudamérica, Arabia, Madagascar, la India, la Antártida y Australia. Laurentia, que 'escapó' de Rodinia, Báltica y Siberia mantuvo las posiciones relativas que tenían en Rodinia. Los terrenos cataisio y cimerio (bloques continentales del sur de Asia) se ubicaron a lo largo de los márgenes norte del este de Gondwana. Los terrenos Avalonian-Cadomian (que más tarde se convertirían en Europa central, la Gran Bretaña, la costa este de Norteamérica y Yucatán) estaban ubicados a lo largo de los márgenes norte activos del oeste de Gondwana. Esta orogenia probablemente se extendió hacia el norte hasta el margen de los montes Urales.
Pannotia formada por subducción de océanos exteriores (un mecanismo llamado extroversión) sobre un geoide bajo, mientras que Pangea formado por subducción de océanos interiores (introversión) sobre un geoide alto quizás causado por superplumas y eventos de avalancha de placas. La corteza oceánica subducida por Pannotia se formó dentro del superoceano Mirovoi que rodeaba a Rodinia antes de su desintegración de 830–750 Ma y se acumuló durante las orogenias del Proterozoico tardío que resultaron del ensamblaje de Pannotia.
Una de las principales de estas orogenias fue la colisión entre el este y el oeste de Gondwana o la orogenia del este de África. El cinturón Transsahariano en África Occidental es el resultado de la colisión entre el escudo del Sahara Oriental y el cratón de África Occidental cuando se acumularon rocas volcánicas y relacionadas con el arco de 1200 a 710 Ma de antigüedad en el margen de este cratón. 600–500 Ma dos orogenias del interior brasileño se deformaron mucho y se metamorfosearon entre una serie de cratones en colisión: la Amazonia, África Occidental-São Luís y São Francisco-Congo-Kasai. El material que se acumuló incluyó 950–850 complejos meta-ígneos máficos y rocas más jóvenes relacionadas con el arco.

## Fragmentación
Pannotia tuvo una corta duración. Los movimientos que formaron Pannotia continuaron, produciendo su dislocación. Hace unos 540 millones de años, sólo unos 60 millones de años después de haberse formado, Pannotia se desintegró en cuatro continentes: Laurentia, Báltica, Siberia y Gondwana. Más tarde, estos continentes se recombinarían para formar el más reciente de los supercontinentes, Pangea.
La ruptura de Pannotia estuvo acompañada por un aumento del nivel del mar, cambios dramáticos en el clima y la química del agua del océano y una rápida diversificación de los metazoos. Bond, Nickeson & Kominz 1984 encontraron secuencias de márgenes pasivos del Neoproterozoico en todo el mundo: la primera indicación de un supercontinente del Neoproterozoico tardío, pero también las huellas de su desaparición.
El océano de Lapetus comenzó a abrirse mientras se ensamblaba Pannotia, 200 Ma después de la ruptura de Rodinia. Esta apertura del Jápeto y otros mares del Cámbrico coincidió con los primeros pasos en la evolución de los metazoos de cuerpo blando, y también puso a su disposición una miríada de hábitats; esto llevó a la llamada explosión cámbrica, la rápida evolución de los metazoos esqueléticos.
Los trilobites se originaron en el Neoproterozoico y comenzaron a diversificarse antes de la desintegración total de Pannotia, como lo demuestra su presencia ubicua en el registro fósil y la falta de patrones de vicarianza en su linaje.
| Predecesor: Rodinia | Ciclo supercontinental Proterozoico / Fanerozoico (Criogénico - Cámbrico) | Sucesor: Pangea |